# Tinakula
Tinakula är en 851 m hög stratovulkan som formar en ö norr om Nendo i provinsen Temotu i Salomonöarna. Det första rapporterade utbrottet är från 1595 när Álvaro de Mendaña de Neira passerade på sin jordenruntresa. Vulkanen är aktiv med utbrott av aska och stenblock varje timme.

## Befolkning
Ön är obebodd. En tidigare befolkning omkom då vulkanen hade ett utbrott omkring 1840 och ett pyroklastiskt flöde drabbade hela ön. 1951 bosatte sig polynesier från Nukapu och Nupani och befolkningen var som mest 130, innan de tvingades att evakueras vid ett utbrott 1971. Byn Temateneni låg på den sydöstra kusten. Under senare delen av 1980-talet gjorde två familjer från Nupani (färre än tio personer) ett nytt försök att bosätta sig.

## Djurliv
Tinakula ingår i utbredningsområdet för den hotade santacruzmarkduvan, men ön har inte besökts av ornitologer på länge, så det är okänt om fågeln överlevt där.

## Jordbävning och aktivitet 2012
En jordbävning med magnitud 6,6 inträffade den 9 januari 2012 70 km sydväst om Tinakula.. Satellitbilder från den 13–14 februari och 23 oktober 2012 indikerade pågående utbrott.

## Jordbävningar 2013
Området runt Tinakula drabbades av ett flertal jordbävningar i början av februari 2013, de kraftigaste den 6 februari 9 km SSV om ön med magnituden 7,0 och 100 km SV om ön med magnituden 7,9. Jordbävningarna tros påverka vulkanen.